# 二十歳未満ノ者ノ飲酒ノ禁止ニ関スル法律
二十歳未満ノ者ノ飲酒ノ禁止ニ関スル法律（はたちみまんのもののいんしゅのきんしにかんするほうりつ、大正11年3月30日法律第20号）は、20歳未満の者の飲酒の禁止に関する日本の法律で、刑法に対する特別法である。
1922年（大正11年）3月30日に公布された。主務官庁は、警察庁生活安全局人身安全・少年課である。
2022年（令和4年）4月1日の民法改正施行（成年年齢の18歳への引き下げ）により題名が「未成年者飲酒禁止法」から改正され、対象も第1条2項と第3条2項を除き全て「満二十年ニ至ラザル者」から「二十歳未満ノ者」に改正された。年齢のとなえ方に関する法律により満年齢が適用され、実質的範囲は従来のままである。
この記事では全て満年齢で記述する。

## 概説
20歳未満の者の飲酒を禁止する（第1条）。また、未成年者の親権者やその他の監督者、酒を販売・供与した営業者について罰則を定める。
1922年（大正11年）3月30日に公布され、1947年（昭和22年）5月3日の日本国憲法施行に合わせて改正された後、「未成年者」の飲酒は喫煙と並んで青少年の非行の温床になるという懸念を背景に、その取締りを強化するため、1999年（平成11年）、2000年（平成12年）、2001年（平成13年）に相次いで改正された。

## 条文解説
- 1条
  1. 20歳未満の者の飲酒を禁止する（1項）。
  2. 未成年者の親権者や監督代行者に対して、未成年者の飲酒を知った場合に、これを制止する義務を規定する（2項）。
  3. 酒類を販売する営業者（酒屋、コンビニエンスストアなど）または供与する営業者（飲食店、居酒屋、スナックなど）が、20歳未満の者に対して、飲酒することを知りながら、酒類を販売または供与することを禁止する（3項）。
  4. 酒類を販売する営業者または酒類を供与する営業者に対して、20歳未満の者の飲酒を防止するための、年齢確認その他必要な措置をとるものとされる（4項）。
- 2条
  - 20歳未満の者が、飲用のために所有・所持する酒類およびその器具について、没収・廃棄などの必要な処置が、行政処分として行われるとしている（後述）。
- 3条
  1. 20歳未満の者自身が飲酒することを知りながら、酒類を販売・供与した営業者に対して、50万円以下の罰金を科す（1項）。
  2. 未成年者の飲酒を知って制止しなかった親権者や監督代行者に対して、科料を科す（2項）。
- 4条
  - 酒類を20歳未満の者に販売・供与した法人の代表者または法人もしくは自然人の代理人、使用人その他の従業者が、その法人または自然人の業務に関して前条第1項の違反行為をしたときは、違反行為者を罰するにとどまらず、その法人または人に対し同項の刑が科される（両罰規定）。

## 罰則
本法は、20歳未満の者の飲酒を禁止し、20歳未満の者自身の飲用目的での販売・供与を禁止しているだけであり、20歳未満の者が酒類を所有・所持することは禁止していない。違反行為をした本人を処罰する規定が無いので、本人に対して、刑事処分または少年法による刑事処分相当処分がなされることはない。ただし、未成年者が保護者の制止を無視して飲酒を繰り返すなどの場合、少年法第3条第1項第3号イの「保護者の正当な監督に服しない性癖のあること。」に該当し、家庭裁判所の審判により保護処分も可能である。
未成年者の飲酒を知りつつも制止しなかった親権者やその他の監督者は、科料に処せられる。
20歳未満の者の飲酒を知りつつ、酒類を販売・供与した営業者とその関係人は、50万円以下の罰金に処せられる。また、罰金の刑に処された営業者などは酒税法の「酒類販売業免許の取消要件」に該当することになる。
第1条第2項および第3条第2項は未成年者に対する規定、第1条第1項は20歳未満の者に対する規定となっている。
営業者などに対する罰金額は、長らく低額のままであったが、2000年に制定された「未成年者喫煙禁止法及び未成年者飲酒禁止法の一部を改正する法律」（平成12年法律第134号） によって、その最高額が50万円に引き上げられた。

### 没収
第2条の行政処分としての没収については、単に20歳未満の者が飲酒をした事実だけを以て没収する事は、以下の理由から困難と推定される。
- 「行政の処分を以て」と規定されている事から、刑罰の付加刑たる没収には当たらないこと
- そもそも20歳未満の者が飲酒をしただけでは第1条第1項への違反にとどまり、刑罰法令が適用され、またはこれに触れる行為ではないこと
- 刑事訴訟法の捜査は、原則として刑罰法令の適用を端緒とせねばならないこと（刑訴法第1条。他の犯罪に併せての捜査は可能：後述）、さらに刑事捜査が無ければ、刑罰を執行するための公訴提起や裁判も単独では行われ得ず、さらに没収は刑罰の付加刑としてしか執行できないこと（刑法第19条）
- 第2条が行政上の秩序罰であるとしても、没収しようとする場合の手続き規定がないこと
- 没収の対象となる物件の多くは犯罪組成物等であるか、所持等が厳しく規制されており保安上の必要性があるのに対し、酒類は一般的には所持等が禁止されているわけでもないこと
- 少年法を適用するとして、同法の適用年齢である少年に対しても、家庭裁判所による同法の「没取」は、刑罰法令に触れる関する物のみ可能であること

なお、関税法第69条の11第2項に「輸入してはならない貨物」（麻薬等に限る）について輸入されようとするものを没収して廃棄することができる規定があることから、行政上の秩序罰としては過料しか認められないとして無効又は実効性が無いということはできない。
なお、本法第1条第2項違反がある場合、その罰則は科料であり、刑法20条により特別な規定がない限り没収できないとされているため、できない。第2条は行政処分としての没収を定めており、刑罰としての没収の特別規定とは考えられないためである。
本法第3条第2項または第4条の罰則が適用される場合には、論理的には付加刑としての没収は可能である（刑法19条）。ただし、第3条第2項または第4条は販売・供与に対する罰則であり、販売により所有権が移転するため、刑法19条の要件である「犯人以外の者に属しない物」に該当しないことになる。この場合、購入した20歳未満の者の取得が「犯罪の後にその者が情を知って取得したもの」と解する場合は可能である。
また、未成年者については、虞犯少年として保護処分に付することは可能であり、また、未成年者自身による任意提出や廃棄を妨げるものではない。例として、飲酒した未成年者の保護者等を呼び出して未成年者に指導させ、保護者等が非協力的な場合に、その保護者等を検挙することも可能である。

### 年齢確認
第1条第4項は「営業者ニシテ其ノ業態上酒類ヲ販売又ハ供与スル者ハ二十歳未満ノ者ノ飲酒ノ防止ニ資スル為年齢ノ確認其ノ他ノ必要ナル措置ヲ講ズルモノトス」であり、通常の義務規定ではなく、直接の罰則規定もない。
ただし、年齢確認を怠ってその結果第1条第3項の結果を招いた場合、同項の責任は免れない。

## 法令外の処分
本法の範囲外であるが、児童生徒、学生、被用労働者、契約芸能人等である20歳未満の者が飲酒をした場合には、それぞれ所属する学校、企業、事務所などから停退学、処分や解雇、謹慎や契約解除などの厳しい処置が行われる場合もある。法的には学校の教育指導処分権、あるいは自由契約に基づいており、そのような処置は合法とされる。